# NGC 7716
NGC 7716 је спирална галаксија у сазвежђу Рибе која се налази на NGC листи објеката дубоког неба.
Деклинација објекта је + 0° 17' 51" а ректасцензија 23h 36m 31,3s. Привидна величина (магнитуда) објекта NGC 7716 износи 12,0 а фотографска магнитуда 12,8. Налази се на удаљености од 33,7000 милиона парсека од Сунца. NGC 7716 је још познат и под ознакама UGC 12702, MCG 0-60-19, CGCG 381-13, IRAS 23339+0001, PGC 71883.